# 오일러의 네 제곱수 항등식
오일러의 네 제곱수 항등식(Euler's four-square identity, -數 恒等式)은 스위스의 수학자인 레온하르트 오일러가 제출한 항등식이다. 이하와 같은 구조를 갖고 있다:
{\displaystyle (a_{1}^{2}+a_{2}^{2}+a_{3}^{2}+a_{4}^{2})(b_{1}^{2}+b_{2}^{2}+b_{3}^{2}+b_{4}^{2})=\,}
{\displaystyle (a_{1}b_{1}-a_{2}b_{2}-a_{3}b_{3}-a_{4}b_{4})^{2}+\,}
{\displaystyle (a_{1}b_{2}+a_{2}b_{1}+a_{3}b_{4}-a_{4}b_{3})^{2}+\,}
{\displaystyle (a_{1}b_{3}-a_{2}b_{4}+a_{3}b_{1}+a_{4}b_{2})^{2}+\,}
{\displaystyle (a_{1}b_{4}+a_{2}b_{3}-a_{3}b_{2}+a_{4}b_{1})^{2}\,}
이 항등식은 두 제곱수의 경우에 관찰할 수 있는 단순한 항등식(브라마굽타-피보나치 항등식)인
{\displaystyle (a_{1}^{2}+a_{2}^{2})(b_{1}^{2}+b_{2}^{2})=(a_{1}b_{1}-a_{2}b_{2})^{2}+(a_{1}b_{2}+a_{2}b_{1})^{2}}
을 일반화한 결과이다. 오일러가 이 항등식을 처음으로 쓴 것은 크리스티안 골트바흐에게 보내는 1748년 5월 4일의 편지에서였다. 이 항등식은 단순한 식의 전개만으로 증명할 수 있어 일반적인 복소수체 위에서뿐 아니라 모든 가환환 상에서 성립하며, 주로 라그랑주 네 제곱수 정리 등을 증명하는 데 이용한다. 또, 이 항등식은 그 자체로 사원수 a, b의 노름에 대해 {\displaystyle \|ab\|=\|a\|\|b\|} 가 성립함을 의미하기도 한다. 보다 일반화된 형태로는 데겐의 여덟 제곱수 항등식이 있다.

## 같이 보기
- 사원수
- 아서 케일리의 팔원수와 존 토머스 그레이브스의 팔원수